# Fontanges
Pour l’article ayant un titre homophone, voir Fontanges (homonymie).
Fontanges est une commune française, située dans le département du Cantal en région Auvergne-Rhône-Alpes.

## Géographie
Fontanges est une cité médiévale proche de Salers, en bordure de l'Aspre, une rivière s'étirant dans l'ancienne vallée glaciaire de l'Aspre.
La commune a une altitude qui varie de 664 mètres, au confluent de l'Aspre et de la Maronne, à 1 246 mètres.
Fontanges fait partie du canton de Mauriac depuis le 1er janvier 2015 et de la communauté de communes du Pays de Salers.

### Communes limitrophes
Les communes limitrophes sont  Le Fau, Saint-Martin-Valmeroux, Saint-Paul-de-Salers et Saint-Projet-de-Salers.
|                        | Saint-Paul-de-Salers   |        |
| Saint-Martin-Valmeroux | Fontanges              | Le Fau |
|                        | Saint-Projet-de-Salers |        |

### Climat
Pour des articles plus généraux, voir Climat d'Auvergne-Rhône-Alpes et Climat du Cantal.
En 2010, le climat de la commune est de type climat de montagne, selon une étude du CNRS s'appuyant sur une série de données couvrant la période 1971-2000. En 2020, Météo-France publie une typologie des climats de la France métropolitaine dans laquelle la commune est exposée à un climat de montagne ou de marges de montagne et est dans la région climatique  Ouest et nord-ouest du Massif Central, caractérisée par une pluviométrie annuelle de 900 à 1 500 mm, maximale en automne et en hiver. 
Pour la période 1971-2000, la température annuelle moyenne est de 9,1 °C, avec une amplitude thermique annuelle de 15,1 °C. Le cumul annuel moyen de précipitations est de 1 612 mm, avec 14,4 jours de précipitations en janvier et 8,9 jours en juillet. Pour la période 1991-2020, la température moyenne annuelle observée sur la station météorologique de Météo-France la plus proche, sur la commune de Marmanhac à 12 km à vol d'oiseau, est de 10,6 °C et le cumul annuel moyen de précipitations est de 1 461,7 mm,. Pour l'avenir, les paramètres climatiques de la commune estimés pour 2050 selon différents scénarios d'émission de gaz à effet de serre sont consultables sur un site dédié publié par Météo-France en novembre 2022.

### Morphologie urbaine
La commune abrite de nombreux hameaux et lieux-dits : Restivalgues, Cledart, la Fromental, Cuzols bas, Cuzols haut, le Puy-Basset, Bragnes, Fumel, Vielleresse, le Chaumont, le Rauffet, Greze, le Boujard, le Beauclair, le Peuch, Palmont…

## Urbanisme

### Typologie
Au 1er janvier 2024, Fontanges est catégorisée commune rurale à habitat très dispersé, selon la nouvelle grille communale de densité à 7 niveaux définie par l'Insee en 2022.
Elle est située hors unité urbaine et hors attraction des villes,.

### Occupation des sols
L'occupation des sols de la commune, telle qu'elle ressort de la base de données européenne d’occupation biophysique des sols Corine Land Cover (CLC), est marquée par l'importance des territoires agricoles (51,2 % en 2018), en diminution par rapport à 1990 (52,3 %). La répartition détaillée en 2018 est la suivante : 
prairies (43,4 %), forêts (25,6 %), milieux à végétation arbustive et/ou herbacée (21,4 %), zones agricoles hétérogènes (7,8 %), zones urbanisées (1,8 %). L'évolution de l’occupation des sols de la commune et de ses infrastructures peut être observée sur les différentes représentations cartographiques du territoire : la carte de Cassini (XVIIIe siècle), la carte d'état-major (1820-1866) et les cartes ou photos aériennes de l'IGN pour la période actuelle (1950 à aujourd'hui).

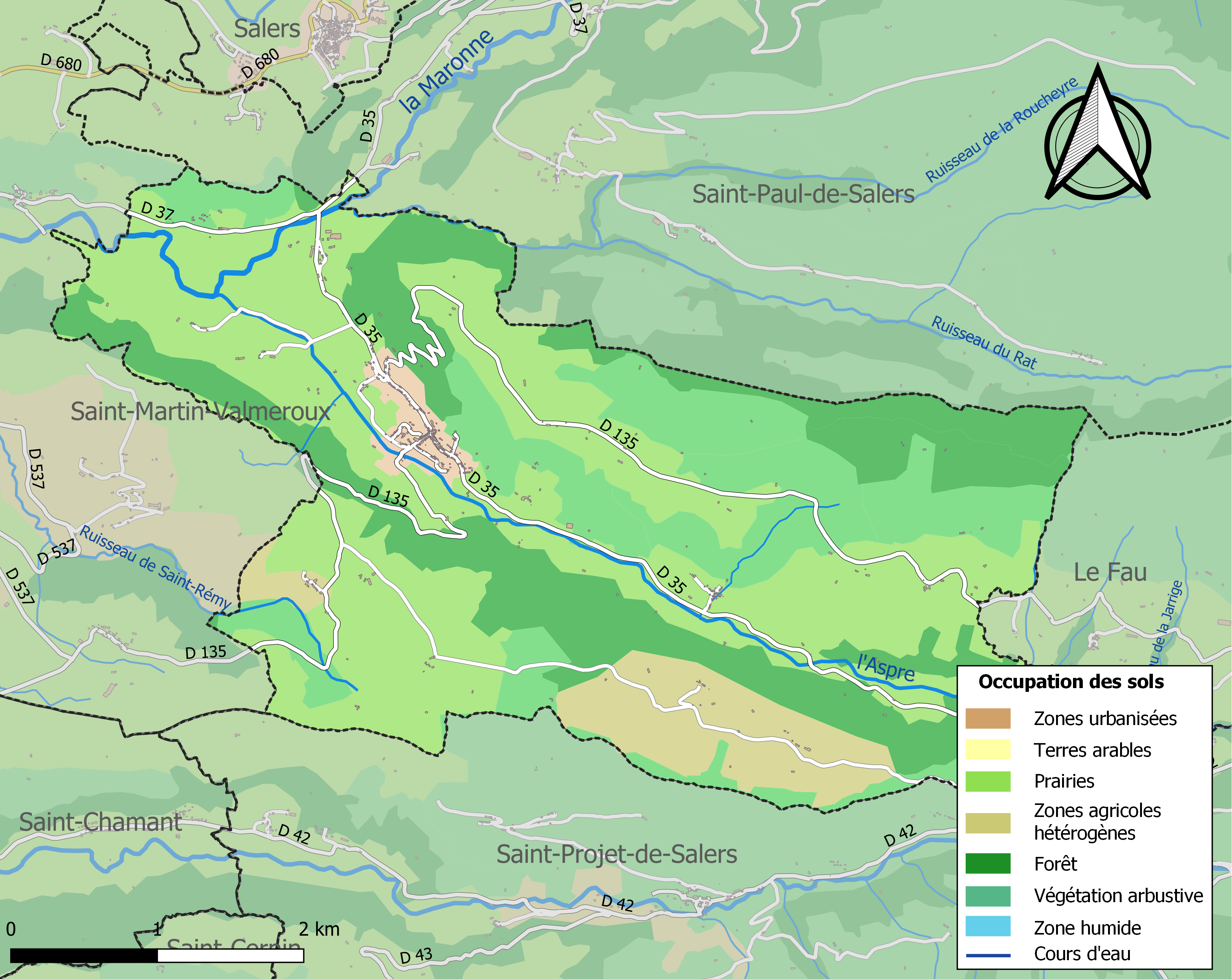
Carte des infrastructures et de l'occupation des sols de la commune en 2018 (CLC).

### Habitat et logement
En 2018, le nombre total de logements dans la commune était de 250, alors qu'il était de 259 en 2013 et de 250 en 2008.
Parmi ces logements, 40,4 % étaient des résidences principales, 46,5 % des résidences secondaires et 13,1 % des logements vacants. Ces logements étaient pour 93,8 % d'entre eux des maisons individuelles et pour 6,2 % des appartements.
Le tableau ci-dessous présente la typologie des logements à Fontanges en 2018 en comparaison avec celle du Cantal et de la France entière. Une caractéristique marquante du parc de logements est ainsi une proportion de résidences secondaires et logements occasionnels (46,5 %) supérieure à celle du département (20,4 %) et à celle de la France entière (9,7 %). Concernant le statut d'occupation de ces logements, 72,5 % des habitants de la commune sont propriétaires de leur logement (73,2 % en 2013), contre 70,4 % pour le Cantal et 57,5 pour la France entière.
| Typologie                                               | Fontanges | Cantal | France entière |
| ------------------------------------------------------- | --------- | ------ | -------------- |
| Résidences principales (en %)                           | 40,4      | 67,7   | 82,1           |
| Résidences secondaires et logements occasionnels (en %) | 46,5      | 20,4   | 9,7            |
| Logements vacants (en %)                                | 13,1      | 11,9   | 8,2            |

## Histoire

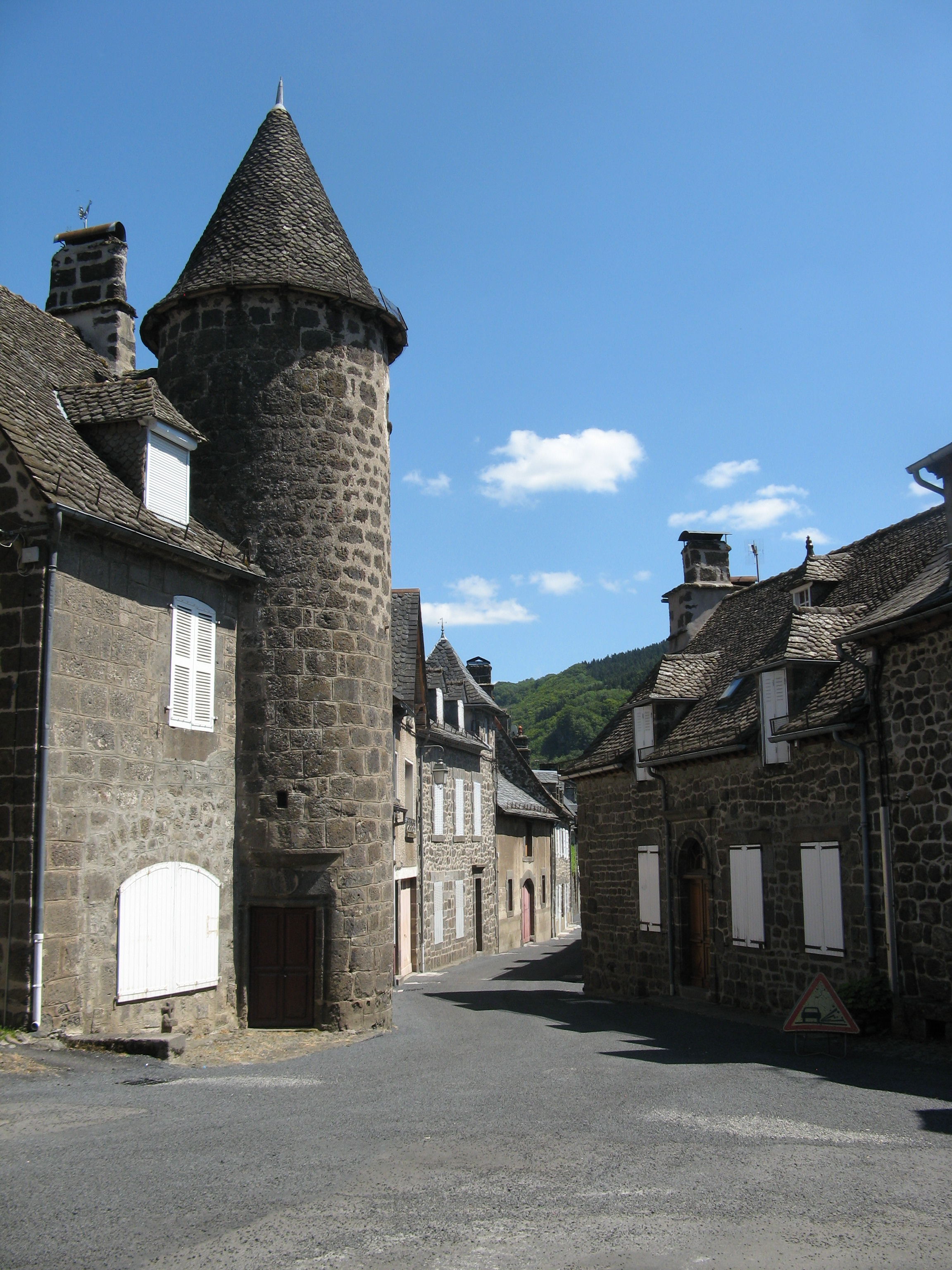
Tour médiévale.

La basse vallée de l'Aspre a certainement fait l'objet d'un peuplement primitif. Il est question de Fontanges une première fois en 932, quand Guillaume de Fontanges fait une donation au monastère de Mauriac pour le repos de l'âme de son épouse. La maison de Fontanges va perdurer à Fontanges jusqu'au début du XVIIe siècle puis elle s'établiera, une branche en Limousin et une autre à Cropières où verra le jour Marie-Angélique de Scorailles, duchesse de Fontanges. Des personnes illustres représenteront la famille de Fontanges : Jean, chevalier du temple en 1230, Géraud de Fontanges, croisé en 1219 ou Hugues qui partit en croisade aux côtés de Saint-Louis en 1248. Deux autres maisons régnèrent sur Fontanges, la famille de Pestels et les seigneurs de Beauclair qui firent bâtir un impressionnant château. La famille de Fontanges possédait vraisemblablement un château adossé à l'actuelle chapelle monolithique. Les pierres de ce château ont servi à construire des maisons et certainement le pont qui franchit l'Aspre en direction du cimetière. Ce nombre impressionnant d’édifices a certainement protégé Fontanges de bandes de brigands. D'autres châteaux sont construits : celui de Lamargé date du XVe siècle et a été agrandi au XVI et XVII;  celui de Palmont se dresse à l'entrée de la vallée et date du XVe siècle. En 1468 est construite l'église actuelle, de style gothique vraisemblablement sur le site d'un édifice plus ancien.
Fontanges a été également témoin d'une particularité ; pendant cinq siècles les fonctions sacerdotales ont été remplies par une communauté de prêtres-filleuls. Ceux-ci ne prononçaient pas de vœux et ne dépendaient d'aucune hiérarchie. Ils vivaient en famille et s'adonnaient aux travaux agricoles. Ils versaient en contrepartie des droits qui leur étaient réservés six écus d'or à l'évêque.
En 1543, Fontanges comptait plus de 40 prêtres-filleuls et l'atmosphère qui y régnait était conviviale et humaniste. Pendant les guerres de Religion, Fontanges dispose d'une garnison capable de s'opposer aux huguenots. Une rencontre a lieu à Fontanges en 1579 entre le lieutenant du roi et Henri Bourbon-Malauze, chef de file des protestants. Les huguenots continuèrent néanmoins les hostilités en dépit de l'édit de pacification signé en 1577. En 1731, le village subit un important incendie, plusieurs maisons sont reconstruites à la va-vite et le bourg a certainement changé d'apparence à cette époque.
Au XVIIIe siècle, la commune entame un long déclin. La route qui passait à Fontanges permettant de relier Aurillac à Mauriac en évitant les montagnes est déplacée et emprunte plus volontiers un axe Saint-Cernin/Saint-Martin-Valmeroux. Fontanges n'est plus un axe de passage. La famille de Fontanges qui a quitté le site est suivie par celle de Pestels. Les doléances de 1789 font état d'un village ruiné. Néanmoins, l'alun présent dans la rivière va faire de la commune un lieu réputé pour le blanchiment du linge et des fils ; cette activité va faire la richesse de quelques habitants. On y cultive également le chanvre jusqu'au début du XXe siècle. Fontanges qui comptait près de 3 000 habitants au XVIIIe siècle va connaître un long déclin amplifié à partir de la fin du XIXe siècle par l'exode rural.
En 1870, Le Fau est érigé comme commune par démembrement de celle de Fontanges. En 1901 est creusé la chapelle dédiée à saint Michel dans un  rocher. Au début du XXe siècle est construit le château de Seilhols dans un site encaissé. La vie difficile de l'époque, le travail pénible à la ferme et le peu de perspectives pousse les jeunes gens de la commune à partir sur Paris grossir le nombre d'émigrés Auvergnats ; les fameux « bougnats » ; propriétaire de café-charbon ou de brasseries. Certains font fortune et reviennent à Fontanges, c'est le cas  d'un enfant du pays qui fait construire en 1898 le château de la Fromental. D'autres font souche sur la capitale, il n'est ainsi pas rare de trouver des Parisiens portant des noms de familles à consonance auvergnate. Fontanges est encore jusque dans la première partie du XXe siècle une commune importante ; on y trouve bon nombre de cafés, de restaurants, des moulins, un forgeron, plusieurs épiceries, une boucherie, une scierie, une boulangerie, un notaire, une école publique, une école de religieuses, une poste ainsi qu'un hospice. Pendant l'occupation, des Résistants sont présents sur la commune. La bataille du Lioran bénéficie d'un nombre important de maquisards venant de Fontanges. Des parachutages d'armes ont lieu sur le col de Néronne, proche de Fontanges. Après la Seconde Guerre mondiale, la baisse démographique se poursuit.

## Politique et administration
| Période                                  | Période                         | Identité                                  | Étiquette | Qualité                                                    |
| ---------------------------------------- | ------------------------------- | ----------------------------------------- | --------- | ---------------------------------------------------------- |
| Les données manquantes sont à compléter. |                                 |                                           |           |                                                            |
| 1791                                     | 1793                            | Jean Salvy                                |           |                                                            |
| 1793                                     | 1796                            | Jean François Claux                       |           |                                                            |
| 1796                                     | 1799                            | Antoine Chavaroche                        |           |                                                            |
| 1799                                     | 1800                            | François Gigaud Lagarde                   |           |                                                            |
| 1800                                     | 1818                            | Pierre Guillaume Delzangles de La Bastide |           | Docteur en médecine de la faculté de Montpellier. Médecin. |
| 1818                                     | 1829                            | Gabriel Salvage de Lamargé                |           |                                                            |
| 1829                                     | 1829                            | Antoine Gigaud Lagarde                    |           |                                                            |
| 1829                                     | 1830                            | Jean Jacques Salvy                        |           |                                                            |
| 1830                                     | 1830                            | Pierre Louis Gaillard                     |           |                                                            |
| 1830                                     | 1832                            | Jean Jacques Salvy                        |           |                                                            |
| 1832                                     | 1832                            | Antoine Gigaud Lagarde                    |           |                                                            |
| 1832                                     | 1834                            | Antoine Rion                              |           |                                                            |
| 1834                                     | 1835                            | Jacques Marie Ribes                       |           |                                                            |
| 1835                                     | 1847                            | Antoine Barbet                            |           |                                                            |
| 1847                                     | 1856                            | Basile Gigaud Lagarde                     |           |                                                            |
| 1856                                     | 1857                            | Pierre Rouby                              |           |                                                            |
| 1857                                     | 1870                            | Pierre Gaillard                           |           |                                                            |
| 1870                                     | 1904                            | Henry du Fayet de la Tour                 |           |                                                            |
| 1904                                     | 1909                            | Augustin Gaillard                         |           |                                                            |
| 1909                                     | 1912                            | Géraud Marty                              |           |                                                            |
| 1912                                     | 1919                            | Henry du Fayet de la Tour                 |           |                                                            |
| 1919                                     | 1935                            | Jean Marie Augustin Gaillard              |           |                                                            |
| 1935                                     | 1945                            | Jean Lapeyre                              |           |                                                            |
| 1945                                     | 1971                            | Joseph de Lamargé                         |           |                                                            |
| 1971                                     | 1973                            | Marcel Rouchy                             |           |                                                            |
| 1973                                     | 1977                            | Antoine Gaston                            |           |                                                            |
| 1977                                     | 2014                            | Pierre Champagnac                         |           |                                                            |
| 2014                                     | En cours (au 11 septembre 2020) | Michel Constant                           | DVG       | Agriculteur                                                |

## Population et société

### Démographie
L'évolution du nombre d'habitants est connue à travers les recensements de la population effectués dans la commune depuis 1793. Pour les communes de moins de 10 000 habitants, une enquête de recensement portant sur toute la population est réalisée tous les cinq ans, les populations de référence des années intermédiaires étant quant à elles estimées par interpolation ou extrapolation. Pour la commune, le premier recensement exhaustif entrant dans le cadre du nouveau dispositif a été réalisé en 2005.

En 2022, la commune comptait 208 habitants, en évolution de +2,97 % par rapport à 2016 (Cantal : −1,08 %, France hors Mayotte : +2,11 %).
| 1793  | 1800  | 1806  | 1821  | 1831  | 1836  | 1841  | 1846  | 1851  |
| ----- | ----- | ----- | ----- | ----- | ----- | ----- | ----- | ----- |
| 1 940 | 1 572 | 2 006 | 1 390 | 1 918 | 1 864 | 1 760 | 1 748 | 1 746 |

| 1856  | 1861  | 1866  | 1872 | 1876 | 1881 | 1886 | 1891 | 1896 |
| ----- | ----- | ----- | ---- | ---- | ---- | ---- | ---- | ---- |
| 1 840 | 1 611 | 1 335 | 979  | 995  | 931  | 876  | 849  | 784  |

| 1901 | 1906 | 1911 | 1921 | 1926 | 1931 | 1936 | 1946 | 1954 |
| ---- | ---- | ---- | ---- | ---- | ---- | ---- | ---- | ---- |
| 900  | 837  | 793  | 679  | 660  | 625  | 627  | 624  | 540  |

| 1962 | 1968 | 1975 | 1982 | 1990 | 1999 | 2005 | 2006 | 2010 |
| ---- | ---- | ---- | ---- | ---- | ---- | ---- | ---- | ---- |
| 509  | 454  | 353  | 307  | 292  | 241  | 228  | 223  | 214  |

| 2015 | 2020 | 2022 | - | - | - | - | - | - |
| ---- | ---- | ---- | - | - | - | - | - | - |
| 205  | 201  | 208  | - | - | - | - | - | - |

### Services

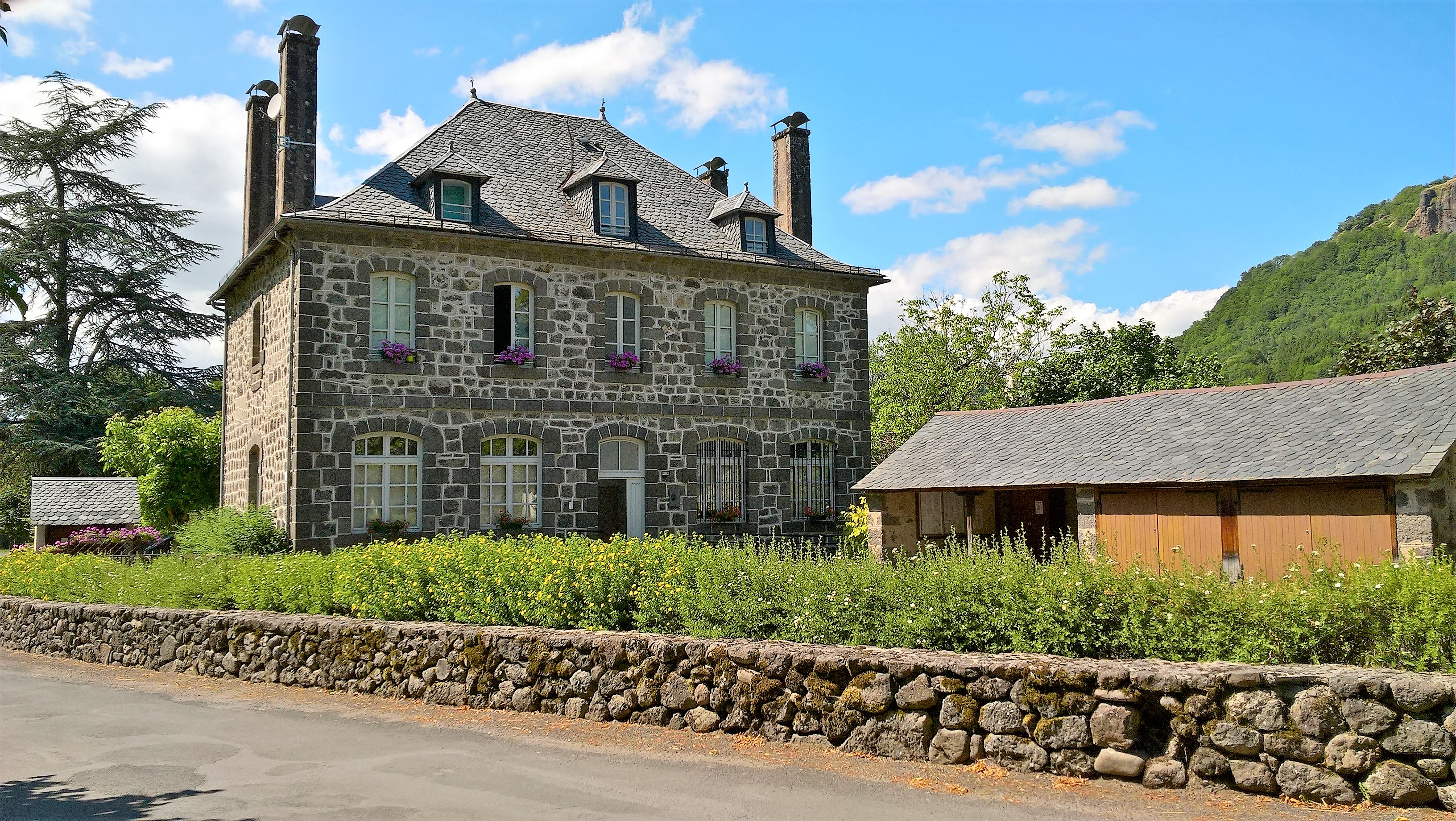
Mairie.

Il existe à Fontanges une agence postale fonctionnant sous régie communale et située dans le bâtiment de la mairie. L'école du village a fermé au début des années 2000 et les enfants de la commune doivent fréquenter les établissements de Saint-Martin-Valmeroux (privé et public) ainsi que les collèges de Mauriac ou Saint-Cernin.
On peut également trouver à Fontanges une salle polyvalente. 
Autrefois, une ligne autobus assurait une liaison régulière entre Aurillac, Saint-Martin-Valmeroux, Fontanges et la Bastide-du-Fau.

### Sports et vie associative
Fontanges est une commune vivante avec de nombreuses associations. La commune posséde un terrain pour la pratique de la pétanque, ainsi qu'une salle polyvalente pour accueillir des événements tout au long de l'année ; nommée salle Pierre Champagnac en référence a l'ancien maire de la commune. Il y a à Fontanges un sentier de randonnée aménagé et balisé qui part de la place du village et traverse la commune d'ouest en est à travers bois, pâturages d'altitude et zones rocheuses ; il y est possible de rejoindre le GR 400 à partir du Le Fau. De nombreuses randonnées sont également possibles dans la vallée pour rejoindre Le Fau ou Saint-Paul-de-Salers. Une association "les chemins retrouvés" oeuvre a la réouverture d'anciens chemins souvent disparus sous la végétation.
La commune possède un club de football depuis le début des années 1980 ; celui après une période de sommeil s'est réactivé dans les années 1990 avant de fusionner d'abord avec les voisins de Saint-Martin-Valmeroux, puis avec l'Entente Doire-Bertrande pour former l'Entente des Quatre-Vallées. Au début de l'année 2021, le club redevient indépendant et fait partie d'un ensemble l'Entente de la Maronne qui a créer une école de football avec les clubs de Drugeac, Besse, Pleaux, Loupiac et Chaussenac.
Fontanges dispose également d'un comité des fêtes très actif mettant en place de nombreuses animations tout au long de l'année  dont notamment la fête de Fontanges durant le premier weekend d'août, la Foire du Livre ou la Fête du Pain courant juin. L'association des marches de pays permet d'organiser chaque samedi soir de juillet - août un marché très apprécié des locaux et des touristes. Fontanges dispose aussi d'une association "Autour de Fontanges en transition" qui oeuvre notamment pour des actions et des réflexions sur des comportements plus durables; l'association organise ainsi une fête de la Transition, plusieurs gartiférias au cours de l'année et aussi pu avec le concours de la mairie mettre en place une armoire a lire en libre accès dans le préau de l'ancienne école. L'association La Feina, oeuvre pour développer un lieu de vie et d'accueil, organise des chantiers participatifs et développe la vie culturelle grâce a une ancienne grange transformée en lieu festif.  On peut aussi trouver a Fontanges une société de chasse, un club du troisième âge, du yoga et de la gymnastique.

## Économie
L'activité essentielle de la commune reste l'agriculture ; en particulier l'élevage de bovins. On y fabrique à partir du lait collecté du fromage (cantal, salers, tomme de cledart, tomme fraîche). Autrefois la commune était reconnue pour ses blanchisseuses ; en effet l'alun contenue dans la rivière permettait de blanchir le linge. Il y avait aussi plusieurs moulins en activité, ainsi que des forgerons, des commerçants, des aubergistes.
Aujourd'hui, la commune a perdu beaucoup de commerces. Un hôtel restaurant est présent et ouvert en saison. Un nouveau bâtiment construit par la mairie abrite une épicerie - alimentation générale ainsi qu'un bar - restaurant. Le nombre d'exploitations agricoles a aussi fortement diminué, il en reste un peu plus d'une dizaine aujourd'hui produisant lait et fromages mais aussi des charcuteries artisanales ou encore des bières biologiques. On peut aussi citer la présence d'une activité de confection dans le prêt-à-porter écologique. Le tourisme prend une place importante dans l'économie locale avec la proximité de Salers et du volcan cantalien ; beaucoup de particuliers ainsi que la mairie louent des gîtes et un camping est présent dans la commune.

### Tourisme
Le grand pays de Salers est un élément fort du tourisme pour le département. La ville médiévale distante de cinq kilomètres à vol d'oiseau attire chaque année environ un demi million de visiteurs. Cela permet des retombées économiques pour les communes alentour. De plus, d'autres sites importants sont situés à proximité : Mauriac, le puy Mary, les gorges de la Dordogne, le barrage de l'Aigle, le château d'Anjony et le village de Tournemire, le col de Légal…
Fontanges bénéficie aussi d'un environnement préservé et de l'authenticité d'un village riche en éléments du patrimoine. Il y a à Fontanges un camping municipal ainsi que des gîtes aménagés par la municipalité dans un bâtiment remarquable qui abritait autrefois un hospice. Plusieurs particuliers louent également des gîtes ou des chambres d'hôtes et on trouve sur la commune un camping écologique au lieu-dit « Puy Basset » avec gites et structure d'accueil adaptée aussi aux personnes handicapées. Le château de la Fromental, situé à la sortie du bourg abrite une activité de chambre d'hôtes. En contrebas du château, existe un vieux moulin remis en état qui fonctionne pour les touristes. Le château de Seilhols plus en amont peut se louer par exemple pour des mariages.
En hiver on peut pratiquer le ski de fond et la luge sur les sites des communes voisines : le col de Légal à Saint-Projet-de Salers, Récusset à Saint-Paul-de-Salers ou Le Falgoux. Malgré tout, en dehors du Lioran, le tourisme hivernal peine à se développer sur le département. La pêche est très pratiquée en été et la route des crêtes qui traverse la commune attire de nombreux cyclistes venus parfois d'Aurillac.

## Culture locale et patrimoine

### Lieux et monuments
Fontanges est un village qui présente de nombreuses maisons anciennes de pur style cantalien, aux toits de lauze si caractéristiques. À l'entrée du village, une curieuse chapelle creusée dans le roc attire de nombreux pèlerins.

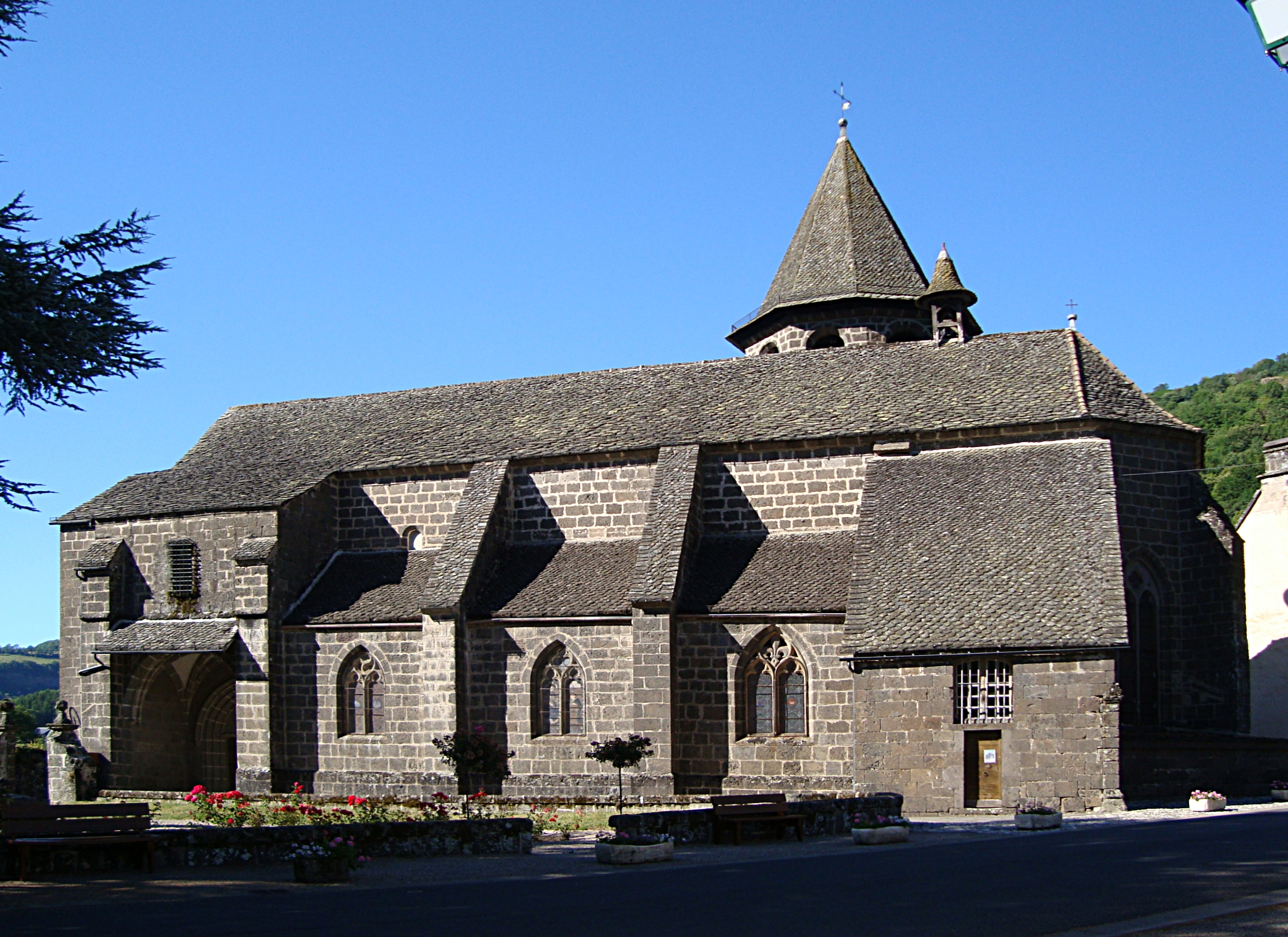
Église paroissiale Saint-Vincent.
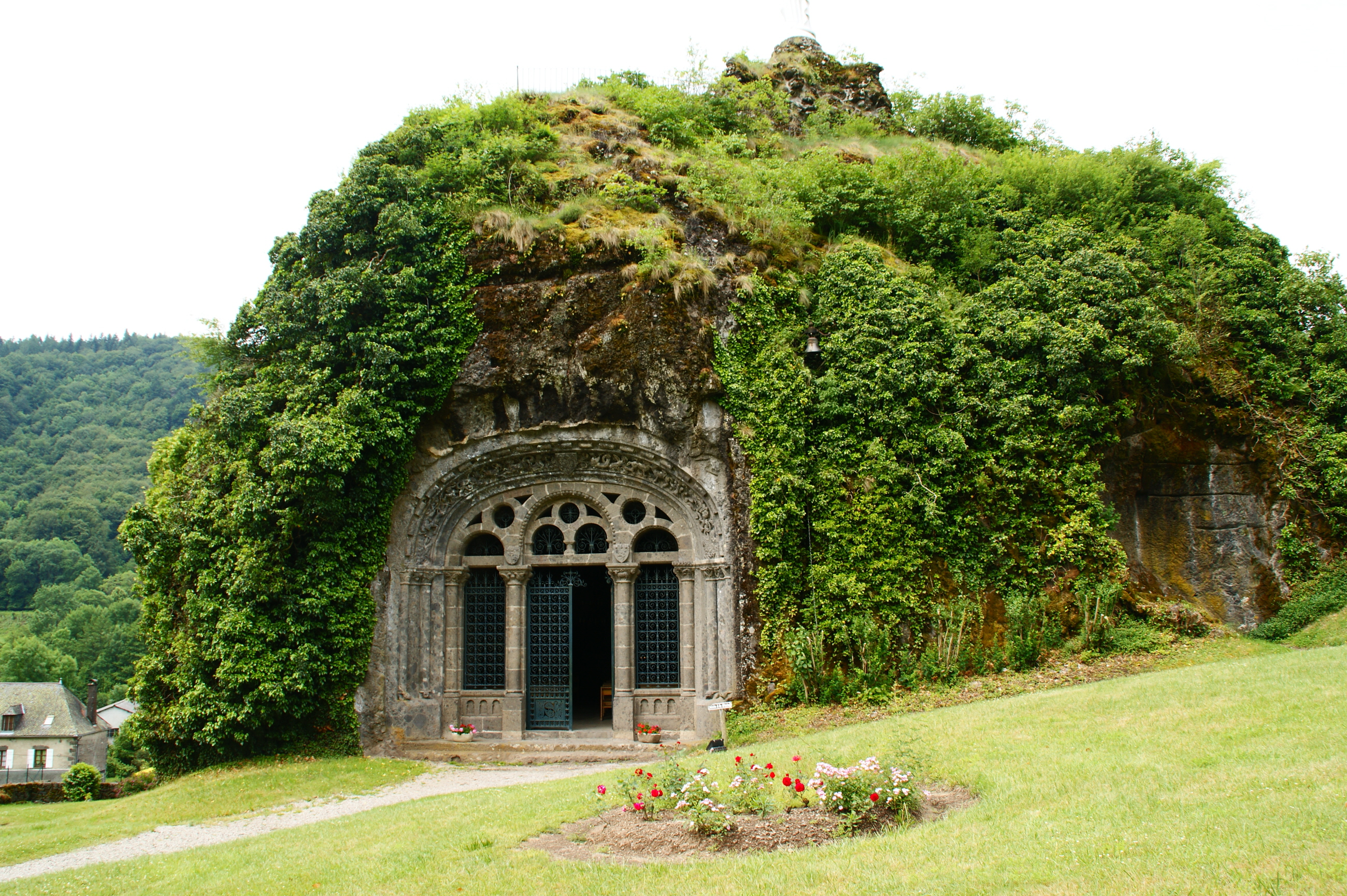
Chapelle monolithique Saint-Michel.
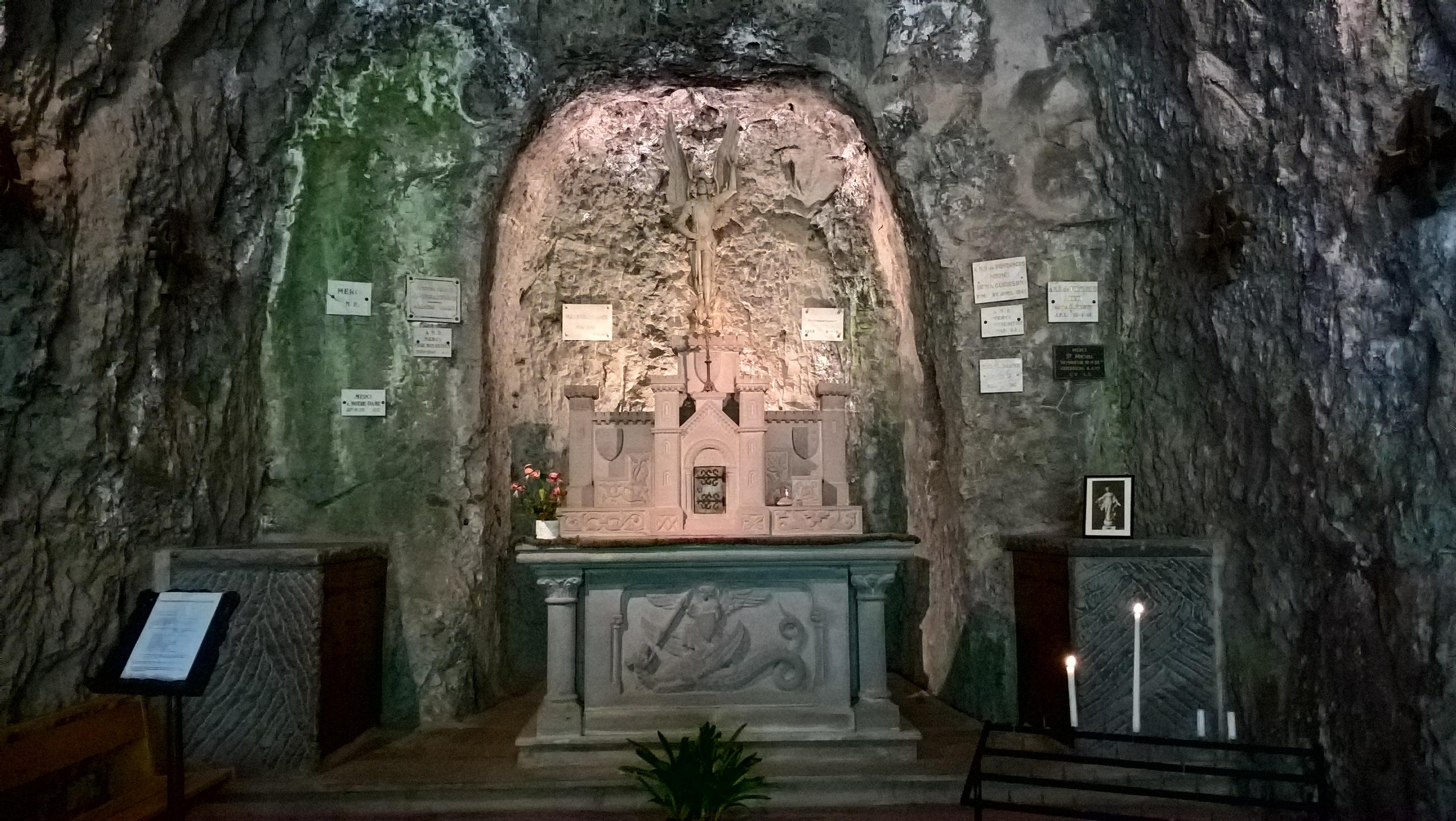
Autel de la chapelle Saint-Michel.
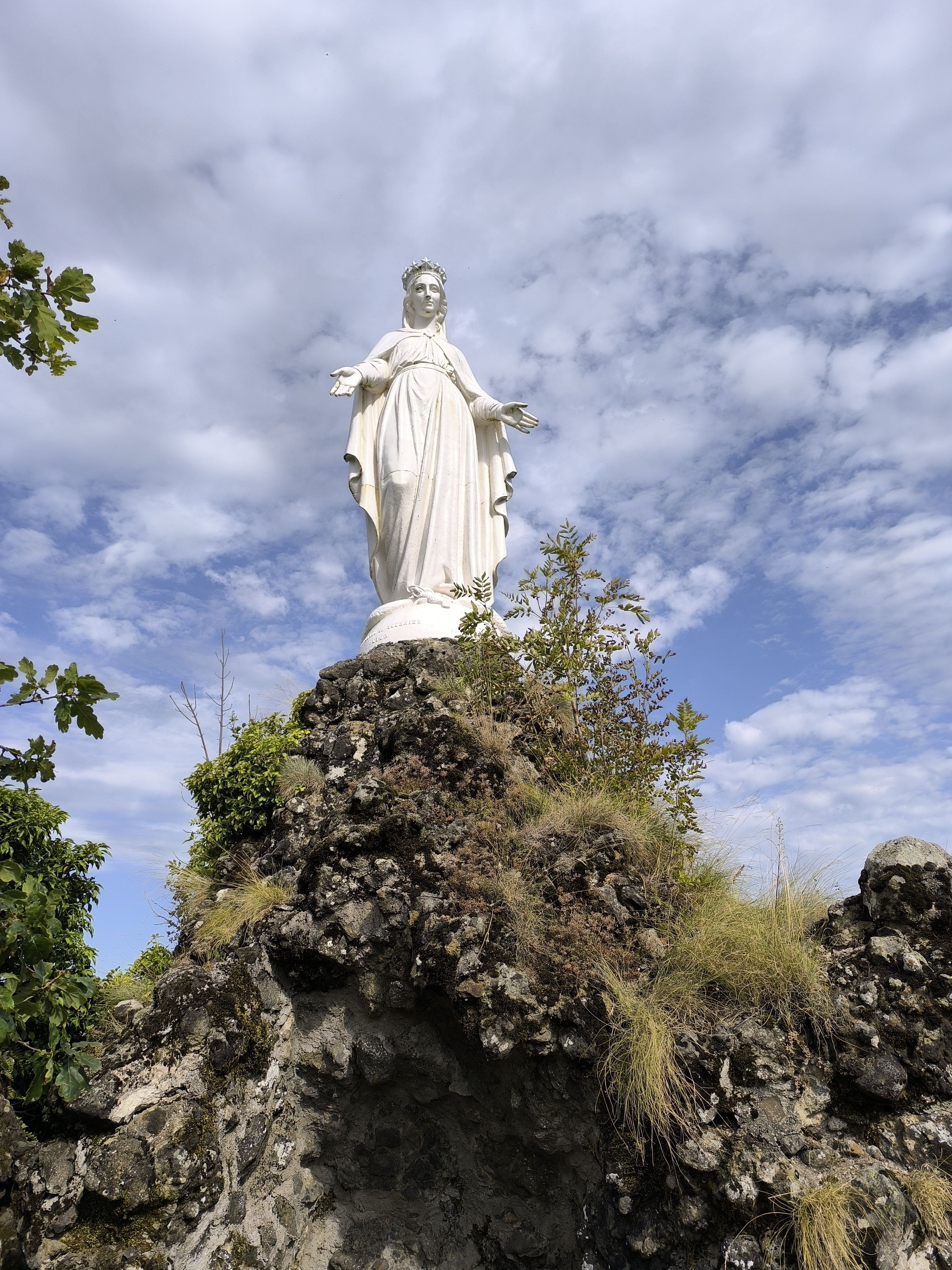
Vierge chapelle monolithe.
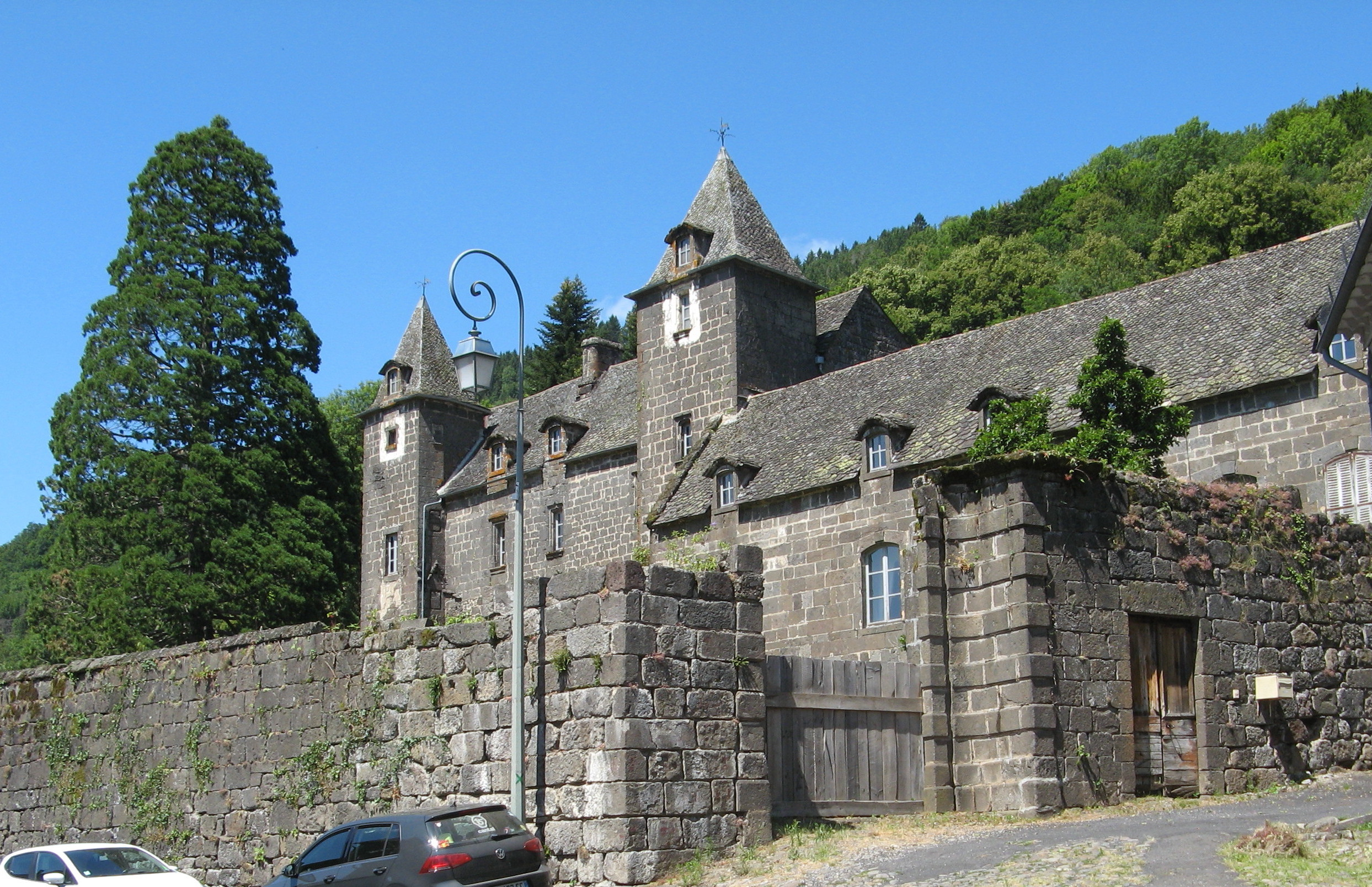
Château de Lamargé.

- L'église Saint-Vincent, de 1468. Elle compte parmi les très rares édifices gothiques de Haute-Auvergne mais conserve une tour de clocher romane. Elle mesure 30 mètres de long, 12 mètres de large et 11,35 mètres de haut sous la voûte. Elle est inscrite à l'inventaire des monuments historiques depuis 1927[16]
- La chapelle monolithe Saint-Michel. En 1876, une statue de la Vierge est érigée sur le rocher. Issue des ateliers lyonnais Marcel Villard et Fidèle Tournier, c'est une des productions de fontes religieuses de cet atelier actif, à l'époque, dans le Massif central et le Morvan. La chapelle, en forme de croix, a été creusée à la dynamite dans le rocher[17]. Elle est inaugurée le 29 septembre 1901. D'une superficie de 130 m2 sur 7 à 8 mètres de haut, elle comprend une archivolte romane ornée du blason de Fontanges, un autel de pierre, un vitrail et une grille en fer forgé. L'ascension du rocher, jusqu'à la statue sommitale, est rendue possible par un escalier latéral.
- Le château de Lamargé possède des éléments du xive siècle (tour carrée), du xvie siècle (corps de logis), du xviiie siècle et du xixe siècle. Il est inscrit à l'inventaire des monuments historiques depuis 1986[18].
- Le château de Palmont possède un donjon construit en 1480. Il est inscrit à l'inventaire des monuments historiques depuis 1970[19].

### Patrimoine naturel
Fontanges bénéficie d'un environnement plutôt préservé ainsi que d'un cadre architectural remarquable. Dans cette optique et afin de protéger et valoriser ce patrimoine, la municipalité s'est engagé dans une aire de valorisation de l'architecture et du paysage (AVAP). Deux stations d'épuration sont en place sur la commune dont une fonctionnant en phyto-épuration au village de Restivalgues. Les lignes électriques et téléphone sont enterrés dans le bourg permettant de mettre en valeur le patrimoine.
La faune est riche et variée ; on peut rencontrer chevreuils, sangliers, blaireau, renards, martres, hermines, lièvres, hérissons ou des chamois plus en altitude. Les rapaces sont nombreux : faucon pèlerin, circaète, buse variable, Milan noir, Milan royal, éperviers, … on y voit aussi le grand corbeau, le hibou grand duc, la chouette effraie ou chevêche, le pic noir, le pic épeiche, le héron cendré… la rivière est peuplée de truites farios ou arc en ciel ainsi que de vairons. Autrefois et jusque dans les années 1930, on pouvait parfois observer des anguilles et certainement quelques saumons qui remontaient la Dordogne, puis la Maronne ; ces poissons ont disparu avec la construction des barrages hydroélectriques sur la Dordogne. À noter la présence de l'Apollon Arverne, espèce endémique de papillon se rencontrant juste en Auvergne à partir de 1 000 mètres d'altitude.
Le territoire de la commune sert également de cadre à deux ZNIEFF (zone naturelle d'intérêt faunistique et floristique), une zone Natura 2000 est aussi en place. La première ZNIEFF s'étend sur 426 hectares et est à cheval sur les communes du Fau et Fontanges ; on y rencontre le faucon pèlerin et la loutre, plutôt discrète. La seconde ZNIEFF s'étend elle sur 295 hectares à travers  les communes de Fontanges, Saint-Martin-Valmeroux et Saint-Paul-de-Salers ; on y trouve entre autres le milan royal, le faucon pèlerin, la loutre, le hibou grand duc, plusieurs espèces de chauve-souris ainsi qu'une variété de libellule très menacée la Calopteryx méridionale. La zone Natura 2000 s'étend sur 280 hectares et comprend les lieux dis Cledart et Palmont. C'est une zone où est présente trois variétés de chauves-souris : le petit rhinolophe, le grand rhinolophe ou le murin à oreilles échancrées. Elle comprend 75 % de zones agricoles et est le lieu de reproduction le plus important du département pour l'espèce petit rhinolophe. Au niveau végétal, on peut citer la présence dominante du hêtre commun, de quelques chênes, de conifères (mélèzes, pins, Douglas, épicéas) ainsi que de noisetiers communs, sureau ou aulne glutineux le long des cours d'eau. Des arbres remarquables sont visibles : cèdre près de l'église, Sequoia à l'entrée des gîtes et au château de Lamarge, tilleuls centenaires ou peupliers et marronniers sur l'espace dénommé "le gravier". Les vergers sont composés essentiellement de pommiers et de quelques noyers.
Comme dans de nombreuses communes, on assiste à la présence d'espèces végétales ou animales exotiques, pour certaines invasives. C'est le cas de plusieurs végétaux : le Buddleia (Arbre à papillon), la renouée du Japon, l'Impatiens de l'Himalaya ou certaines graminées. L'ambroisie a aussi été repérée. Pour la faune, on peut citer l'écrevisse de Louisiane, le ragondin ou le frelon asiatique.

### Langue traditionnelle
La commune se trouve dans le domaine linguistique de l'occitan et plus particulièrement de son dialecte auvergnat,. L'aurillacois, qui est une variante septentrionale du languedocien et est parlé dans le Sud du Cantal, autour de la ville d'Aurillac, qui forme un îlot dynamique dans l'utilisation de cette langue. L'occitan  fut longtemps la langue véhiculaire de la population locale avant la grande avancée du français au XXe siècle.

### Personnalités liées à la commune
- Famille de Fontanges
- Antoine de Bertrand, compositeur, est né à Fontanges vers 1540.
- La famille paternelle de Martial Lapeyre était originaire de la commune.

### Héraldique
| Blason de Fontanges | Blason  | De gueules plain, au chef d'or chargé de trois fleurs de lys d'azur. |
| Blason de Fontanges | Détails | Adopté par la municipalité.                                          |